# Springfield M1903
Springfield M 1903, formálně United States Rifle, Caliber .30-06, Model 1903 byla americká opakovací puška, používaná především v první polovině 20. století.
Oficiálně byla Spojenými státy přijata jako standardní pěchotní puška 19. června 1903 a tvořila hlavní pěchotní výzbroj americké armády v době první světové války, meziválečném období a částečně i za druhé světové války. Od roku 1936 byla nahrazována ve výzbroji samonabíjecí puškou M1 Garand.

## Vývoj

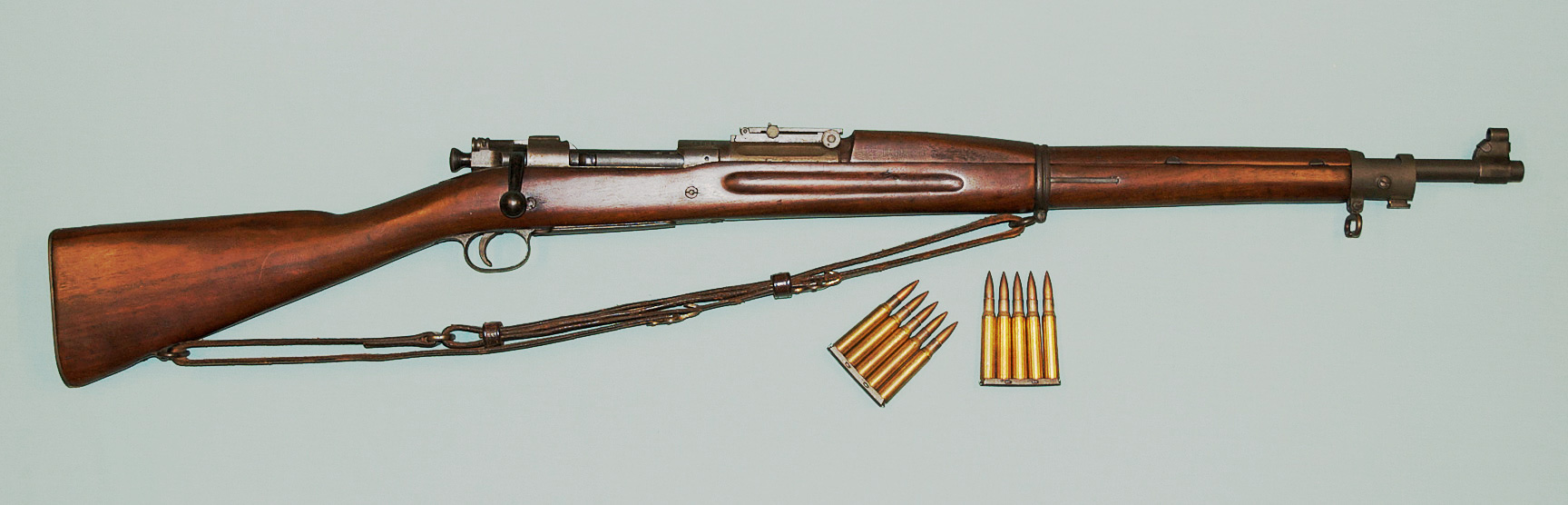
M1903 Springfield s náboji

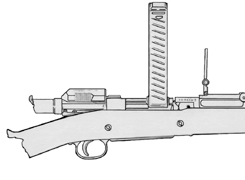
Adaptér Pedersen M 1918

Tato puška přijatá do výzbroje v roce 1903 připomínala konstrukcí závěru a nábojové schránky do jisté míry německou pušku Mauser 1898, ovšem jinými detaily se od ní podstatně lišila. Přesto však dala Mauser Werke společnost Springfield Armory k soudu a vyhrál, vláda Spojených států následně musela zaplatit nejen pokutu 250 000 dolarů, ale Springfield následně platil Mauseru licenční poplatky, i po zahájení 1. světové války. Existovalo několik modifikací lišících se především konstrukcí mířidel a tvarem pažby. Pušky nejranější výroby měly sektorové hledí určené pro náboje s oblou špičkou střely označované .30-03. Od roku 1906 byla vyráběna varianta upravená pro náboje .30-06 Springfield se zahrocenou špičkou střely. Má změněný tvar nábojové komory (náboje .30-03 nelze použít) a nové rámečkové hledí se dvěma zářezy a s dioptrem na stavítku hledí, jež bylo možno přemísťovat nejen vertikálně, ale – společně s rámečkem – i horizontálně. Hledí se horizontálně posunovalo otáčením rýhované hlavy speciálního šroubu. Kromě jiného hledí se tato varianta liší i kratší pažbou s jiným zakončením u ústí hlavně.
V roce 1929 se objevuje modifikace M 1903 A1, která má krk pažby s pistolovou rukojetí a mušku buď s válcovitým chránítkem, nebo bez něj.
Ve stejné době byla zavedena další varianta M 1903 A3 lišící se umístěním dioptrického hledí za okénkem pouzdra závěru; vývrt hlavně měl dvě drážky. Pažba je jako u původního typu s rovným krkem.
Odstřelovací puška M 1903 A4 z roku 1943 má pouze optické hledí a krk pažby s pistolovou rukojetí.
Pro pušku Springfield M 1903 bylo rovněž vyvinuto speciální zařízení nazvané Adaptér Pedersen M 1918, které mělo umožnit rychlou přeměnu opakovací pušky na karabinu. Toto zařízení se vkládalo místo závěru a umožnilo poloautomatickou střelbu pistolovými náboji. Schránkový zásobník se nasazoval shora a byl vychýlen doprava. Ke střelbě se používaly speciální náboje ráže .30 (7,62 mm) s válcovou nábojnicí. Tento pokusný systém se v praxi neuplatnil z důvodu nutnosti nosit zároveň puškové i pistolové náboje jedním vojákem, možné ztráty vyjmutého závěru a celkové neúčelnosti zvoleného řešení. Navíc pro jeho použití musela být puška upravena – na levé straně pouzdra závěru bylo třeba zhotovit okénko pro vyhazování vystřelených nábojnic.

## Varianty

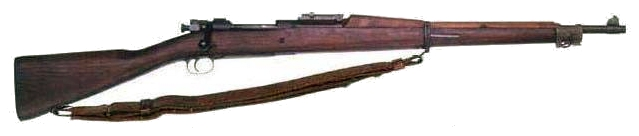
M1903
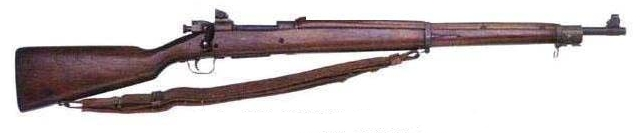
M1903A3
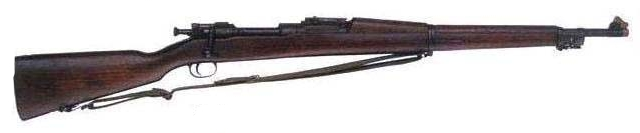
M1903 s jinou pažbou
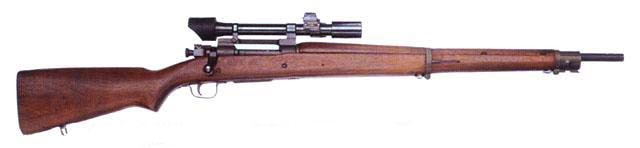
M1903A4 s optickým zaměřovačem M84